# Rollwitz

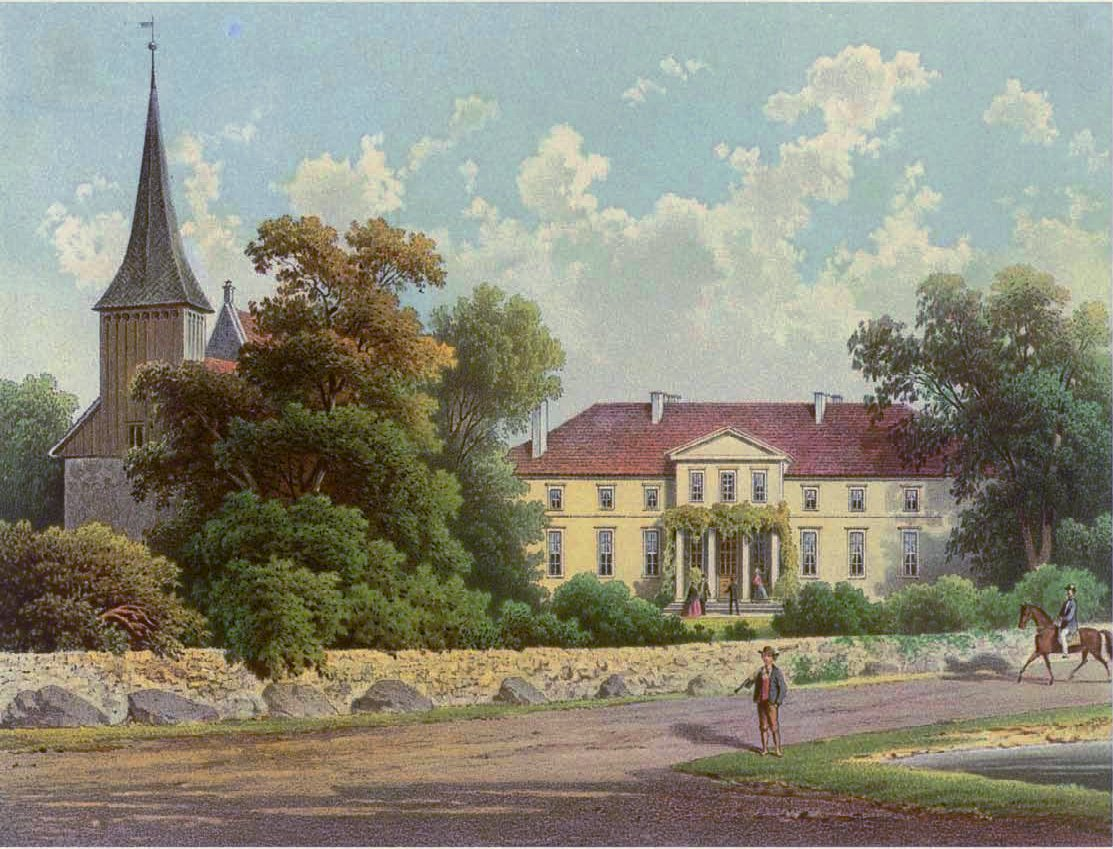
Gut Rollwitz um 1866/67, Sammlung Alexander Duncker

Rollwitz ist eine Gemeinde im Landkreis Vorpommern-Greifswald im Osten Mecklenburg-Vorpommerns, (Deutschland). Sie wird vom Amt Uecker-Randow-Tal mit Sitz in der Stadt Pasewalk verwaltet.

## Geografie
Die Gemeinde Rollwitz an der Landesgrenze zu Brandenburg liegt am Nordwestrand einer Endmoräne, die sich halbkreisförmig vom Ueckertal zum Randowtal hinzieht, der Ortsteil Schmarsow liegt am Ostufer der Uecker. Die Umgebung ist landwirtschaftlich geprägt. 800 Meter südöstlich des Ortes befindet sich das etwa 0,1 Hektar große Gewässer Schweinpfuhl.

### Nachbargemeinden
Umgeben wird Rollwitz von den Nachbargemeinden Pasewalk im Norden, Fahrenwalde im Osten, Schönfeld im Süden, Nieden im Südwesten, Uckerland und Brietzig im Westen sowie Papendorf im Nordwesten.

### Gemeindegliederung
Am 1. Januar 2012 wurden die vormals eigenständigen Gemeinden Damerow und Züsedom nach Rollwitz eingemeindet.
Zur Gemeinde gehören die Ortsteile:
- Damerow
- Schmarsow
- Schmarsow Ausbau
- Züsedom

## Geschichte
Damerow
Gutsbesitz der Familie von Winterfeld seit Ende des 16. Jahrhunderts. Das Gutshaus (Schloss) und der umfangreiche Wirtschaftshof von Damerow von um 1835 brannten 1945 nieder; Gutsverwalterhaus und ein unsanierter Stallspeicher sind erhalten.
Rollwitz
Als Rullenwitze wurde der Ort im Landbuch der Mark Brandenburg von 1375 erstmals urkundlich erwähnt.
Am 25. Juli 1952 wurde Rollwitz zusammen mit anderen Gemeinden aus dem brandenburgischen, bis 1945 preußischen Landkreis Prenzlau herausgelöst und dem Kreis Pasewalk im Bezirk Neubrandenburg zugeordnet.
Gut Rollwitz
Am Ende des 14. Jahrhunderts gehörte das Gut den Rittern Schernekow und Lindstedt sowie kirchlichen Stiftungen in Pasewalk. Noch zu Beginn des 17. Jahrhunderts gehörte das Gut den Lindstedts, ehe es 1688 an den Rittmeister von Winterfeldt kam. 1833 wurde es von Ferdinand Ernst Adolf von Stülpnagel erworben. In der Zeit der Bodenreform wurde aus dem Gut eine LPG. Das Herrenhaus des Gutes war bis zum Brand 1988 bewohnt und stand seitdem leer. Die gesamte ehemalige Gutsanlage und die Kirche sind von einer denkmalgeschützten Hofmauer umgeben, das Herrenhaus war ebenfalls denkmalgeschützt. Das Herrenhaus wurde 2010 trotz Denkmalschutz verkauft und abgerissen.
Züsedom
Züsedom wurde 1367 als Gutsdorf zum ersten Mal urkundlich erwähnt. Die Feldsteinkirche stammt aus dem 13. Jahrhundert, 1945  zerstört und 1966 wieder aufgebaut.

## Politik

### Gemeindevertretung und Bürgermeister
Der Gemeinderat besteht (inkl. Bürgermeister) aus 9 Mitgliedern. Die Wahl zum Gemeinderat am 26. Mai 2019 hatte folgende Ergebnisse:
| Partei/Bewerber                        | Prozent | Sitze |
| -------------------------------------- | ------- | ----- |
| Wählergemeinschaft Bürger für Rollwitz | 60,65   | 5     |
| Wählergemeinschaft Züsedom 09          | 26,82   | 2     |
| Einzelbewerber Schulz                  | 12,54   | 1     |

Bürgermeister der Gemeinde ist René Thom, er wurde mit 65,10 % der Stimmen gewählt.

### Dienstsiegel
Die Gemeinde verfügt über kein amtlich genehmigtes Hoheitszeichen, weder Wappen noch Flagge. Als Dienstsiegel wird das kleine Landessiegel mit dem Wappenbild des Landesteils Vorpommern geführt. Es zeigt einen aufgerichteten Greifen mit aufgeworfenem Schweif und der Umschrift „GEMEINDE ROLLWITZ * LANDKREIS VORPOMMERN-GREIFSWALD“.

## Sehenswürdigkeiten
Die Kirche Rollwitz entstand vermutlich im 13. Jahrhundert. Der Chor sollte ursprünglich nach Westen hin durch ein breiteres Kirchenschiff ergänzt werden. Im Innern steht unter anderem ein Kanzelaltar aus dem Jahr 1731.

## Verkehrsanbindung
Durch Rollwitz verläuft die Bundesstraße 109 (Pasewalk–Prenzlau). Direkt südwestlich des Ortes befindet sich die Anschlussstelle Pasewalk-Süd der Bundesautobahn 20. Der nächste Bahnhof befindet sich in Pasewalk.

## Persönlichkeiten
- Reinhold Koser (1852–1914), Historiker und Direktor des Preußischen Geheimen Staatsarchivs, in Schmarsow geboren